# 纳姆比尤尔
纳姆比尤尔（Nambiyur），是印度泰米尔纳德邦Erode县的一个城镇。总人口15651（2001年）。

## 人口
该地2001年总人口15651人，其中男性7761人，女性7890人；0—6岁人口1433人，其中男747人，女686人；识字率58.27%，其中男性为66.67%，女性为50.01%。